# Walter Morley Fletcher
Walter Morley Fletcher, KBE FRS (21 de julho de 1873 — 7 de junho de 1933) foi um fisiologista e administrados britânico.
Fletcher graduou-se no Trinity College (Cambridge). Foi administrador do Medical Research Council (MRC) no período entre as guerras mundiais.